# Aiwo

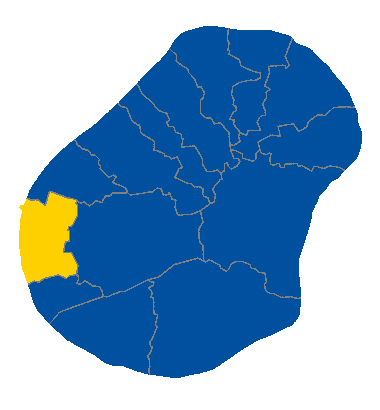
Localização de Aiwo

Aiwo é um distrito de Nauru. Possui uma população de 1.300 habitantes e uma área de 1,1 km².